# Ipsen
Ipsen es una empresa farmacéutica francesa con sede en París, Francia. Se especializa en tres áreas de terapia: oncología, neurociencia y enfermedades raras.
Se cotiza en bolsa en Euronext Paris como parte del índice SBF 120 (2005).
Ipsen, fundada por Henri Beaufour en 1929, tiene más de 5.700 empleados en todo el mundo y comercializa más de 20 medicamentos en 115 países.